# Аль-Майзани, Файссал
Файссал Аль-Майзани (нидерл. Faissal Al Mazyani; род. 18 января 2005, Антверпен, Фламандский регион) — бельгийский и марокканский футболист, защитник клуба «Валвейк».

## Клубная карьера
Вырос на севере Антверпена. Начал играть в футбол в клубе «Мерксем». В дальнейшем занимался в молодёжных командах «Васланд-Беверен» и «Генк». Свой первый профессиональный контракт сроком на три года подписал с «Генком» мае 2021 года. Летом 2022 года он был переведён в «Йонг Генк», выступающий во втором дивизионе. Играл в Юношеской лиге УЕФА.
В августе 2024 года 19-летний футболист подписал трёхлетний контракт с нидерландским «Валвейком». Дебютный матч в чемпионате Нидерландов Аль-Майзани сыграл 19 октября 2024 года во встрече с «Твенте» (2:2).
По итогам января 2025 года получил награду имени Йохана Кройффа как самый талантливый игрок месяца в лиге, став первым футболистом «Валвейка», получившим эту премию за её девятилетнюю историю.

## Карьера в сборной
Выступал за сборную Бельгии до 17 лет, с которой сыграл в отборочном этапе, а затем и в финальной части юношеского чемпионата Европы 2022 года в Израиле.
С 2023 года представляет Марокко в международных матчах. Участник турнира Мориса Ревелло 2023 года.